# Белл, Вирджиния
Вирджиния Белл — американская актриса, эротическая модель и танцовщица. Выступала также под псевдонимом Дин Дон.

## Биография
Свою карьеру Вирджиния Белл начала в 1950-х годах в качестве танцовщицы бурлеск-шоу. В 1963 году снялась в sexploitation-фильме Bell, Bare and Beautiful режиссёра Хершела Гордона Льюиса, где исполнила роль танцовщицы бурлеска. В 1964 году Вирджиния приняла участие в Lullaby of Bareland — серии из трёх короткометражек, в одной из которых исполнила длительный стриптиз. Помимо этого Вирджиния снялась во множестве эротических зарисовок, впоследствии изданных Something Weird Video в рамках серий Reel Classics, Big Bust Loops и Super Boobs.
У Белл было трое детей от ее мужа Джексона: Пьер Джозеф, Тайрон Элай и Тодд Джордж. После развода с ним Вирджиния была замужем за Александром Уайтом до его смерти в 2004 году.
В 1970-е годы покинула шоу-бизнес.

## Фильмография
| Год  |   | Русское название | Оригинальное название                  | Роль                    |
| ---- | - | ---------------- | -------------------------------------- | ----------------------- |
| 1961 | ф | —                | Scanty Panties                         | экзотическая танцовщица |
| 1963 | ф | —                | Bell, Bare and Beautiful               | Джина                   |
| 1969 | ф | Фрейлейн Доктор  | Fräulein Doktor                        | дона Юлия               |
| 1969 | ф | —                | Gertie the Grapefruit Girl and Friends | н/д                     |